# Richelle Stephens
Richelle Stephens (22 de julho de 1996) é uma jogadora de rugby sevens estadunidense.

## Carreira
Richelle Stephens integrou o elenco da Seleção Estadunidense Feminina de Rugbi de Sevens, na Rio 2016, que foi 5º colocada.